# Königstein (Namíbia)
A Königstein a központi fennsíkon emelkedő Brandberg (Égett-hegy) csúcsán található, Namíbia legmagasabb pontja.

## Fordítás
- Ez a szócikk részben vagy egészben  a   Königstein (Namibia) című német Wikipédia-szócikk fordításán alapul.  Az eredeti cikk szerkesztőit annak laptörténete sorolja fel. Ez a jelzés csupán a megfogalmazás eredetét és a szerzői jogokat jelzi, nem szolgál a cikkben szereplő információk forrásmegjelöléseként.